# Metzenhausen
Metzenhausen település Németországban, Rajna-vidék-Pfalz tartományban. Lakosainak száma 95 fő (2023. december 31.). Metzenhausen Schwarzen, Todenroth, Kludenbach, Kirchberg és Ober Kostenz községekkel határos.

## Népesség
A település népességének változása:
| Lakosok száma | 128  | 114  | 109  | 95   | 96   | 95   |
|               | 1975 | 2017 | 2019 | 2021 | 2022 | 2023 |